# 斯米利納
49°17′1″N 23°13′25″E / 49.28361°N 23.22361°E
斯米利納（烏克蘭語：Смільна），是烏克蘭的村落，位於該國西部利沃夫州，由德羅霍貝奇區負責管轄，始建於1652年，面積32.5平方公里，2001年人口375，人口密度每平方公里11.54人。